# Tribulopis curvicarpa
Tribulopis curvicarpa är en pockenholtsväxtart som först beskrevs av William Vincent Fitzgerald, och fick sitt nu gällande namn av Hansjörg Eichler. Tribulopis curvicarpa ingår i släktet Tribulopis och familjen pockenholtsväxter. Inga underarter finns listade i Catalogue of Life.